# Molly Bawn
Molly Bawn er en britisk stumfilm fra 1916 af Cecil M. Hepworth.

## Medvirkende
- Alma Taylor som Eleanor Massareene.
- Stewart Rome som Tedcastle Luttrell.
- Violet Hopson som Marcia Amherst.
- Lionelle Howard som Philip Shadwell.
- Fred Wright som Mr. Amherst.